# Rood Adeo
Rood Adeo, geboren als Roderik Adeo Jansz (Nijmegen, 10 november 1970), is een Nederlands singer-songwriter. In zijn 'filmische' muziek zijn invloeden hoorbaar uit de jazz, blues, rock, folk en klassiek, waarbij de associatieve teksten en de warme, buigzame stem centraal staan. Adeo richtte in 1994 de band Nighthawks at the Diner op, een verwijzing naar het gelijknamige live-album van Tom Waits en nam ook albums op onder verschillende namen en in wisselende bezettingen. Adeo treedt op met piano, gitaar en met af en toe gebruik van andere keyboards, accordeon en cajón.
In Nederland was Rood Adeo te zien in televisieprogramma's Taxi (NCRV) (1995), ComputerVision (RTL 4) (1998) en Hanneke Groenteman's kunstprogramma De Plantage (VPRO) vanuit Studio Plantage in 2000. Tijdens de millenniumnacht gaf Rood Adeo & NATD een live concert tijdens de integrale radio-uitzending van de gezamenlijke omroepen vanuit studio VPRO a/d Amstel.

## Biografie
Rood Adeo is opgeleid aan het Nijmeegs Canisius College Mater Dei en Radboud Universiteit Nijmegen. Acht jaar lang - tijdens en na zijn studie neuropsychologie - was hij mede-eigenaar van een collectief café in zijn geboorteplaats. Na de release van zijn eerste album Fool's Tango (1997) gaf hij zijn aspiraties voor een carrière in de psychologie definitief op, hoewel zijn psychologische kader in sommige van zijn teksten resoneert, bijvoorbeeld in het nummer Paradise To Me. Op vijfjarige leeftijd begon Adeo met het bespelen van de piano. De invloed van klassieke (piano)stukken is in veel Adeo's songs terug te vinden, zoals King in Yellow (gebaseerd op Canon in D (Pachelbel)), To Be A Man (opening met de postlude van Frédéric Chopin's Nocturne in B majeur, opus 32, nr. 1) of het naspel van The Other Woman (gebaseerd op het andante van Pianosonate nr. 23 (Beethoven)).
Hoewel Adeo vaak blijk geeft van zijn affiniteit voor werken van Ludwig van Beethoven, Nat King Cole, Frank Sinatra, Nina Simone en J.J. Cale, is hij waarschijnlijk het meest beïnvloed door de muziek van Tom Waits en Robert Wyatt. Als hommage aan Waits debuteert Adeo op het podium tijdens de 1995-editie van het Midzomer Bluesfestival als frontman van zijn band Nighthawks at the Diner, verwijzend naar Waits' live-album uit 1975.

## Jaren negentig
Adeo's debuutalbum Fool’s Tango (met co-auteurs Frank de Kleer and Bob Wisselink), wordt in april 1997 door muziektijdschrift MusicMaker tot 'demo van de maand' verkozen. 
Dit trekt de aandacht van jazzbassist en A&R-manager Hein van de Geyn, die de release van het album op het jazzlabel Challenge Records International initieert. Op Fool’s Tango is ook Fay Lovsky te horen in Adeo's duet You Invented Me.
In 1998 wordt Adeo door Sony/Philips gevraagd om op te nemen met het nieuw ontwikkelde digitale opnamesysteem SACD (Super audio compact disc). Dit project resulteert in Adeo's tweede Nighthawks at the Diner-album Walkin' On Eggs. Dit album, een van de vroegste Direct Stream Digital (DSD) opnamen, verscheen in 1999 ook op sacd bij A-Records/Challenge Records. Altviolist en componist Oene van Geel arrangeerde op dit album het nummer To Be A Man, uitgevoerd door diens ZAPP String Quartet.
In augustus 1998 wint Rood Adeo met NATD de publieks- en persprijs op het Sopot International Song Festival in Polen.
In 1999 wordt het single/album How About The Next Millennium uitgebracht en Walkin' On Eggs opnieuw gepresenteerd op de Internationale Funkausstellung Berlin. Adeo's ballad To Be A Man wordt door Luna Music uitgebracht op het Poolse Wroclaw Theatre Festival jubileumalbum Kronika XX Przegladu Piosenki Aktorskiej met onder meer Nick Cave and Cesaria Evora. Concerten op het Baltic Song Festival in Zweden, en het Wrocław International Theatre Festival in Polen volgen daar kort op. Eind jaren negentig worden Adeo's stijl omschreven als 'de ruimte tussen Chopin en een film noir-soundtrack'.

## 2000-2010
In 2000 neemt Adeo Retrato op, een Portugees non-traditioneel fado-album, in samenwerking met fado-zanger Emanuel Pessanha. Voor de Weill-editie van het Theaterfestival 2000 in Wrocław arrangeren Rood Adeo & NATD vier werken van Kurt Weill. Adeo's versies van I'm a Stranger Here Myself en Lost in the Stars verschijnen op zijn albums Transit Cellophane en Perfect Life.
In 2002 komt Adeo's derde NATD-album Transit Cellophane uit op het label NWR/EMI
. In augustus 2005 treedt hij op in Denemarken en neemt hij The Other Woman op voor het album Greetings From Nijmegen, een hommage aan Nina Simone, waarop hij ook de Nederlandse Idols-finalist Maud Mulder begeleidt op Everything Must Change. De opbrengsten van dit album komen ten goede van Stichting Kinderoncologisch Centrum Nijmegen. De pers roemt Adeo´s live-optredens, waarbij de nadruk wordt gelegd op Adeo's timing en expressief, dynamisch pianospel.
Hoewel Adeo zijn teksten als apolitiek beschouwt, trok hij zijn bijdragen als schoolmuziekleraar in 2010 in, toen de Nederlandse politicus Geert Wilders deelnam aan het Nederlandse minderheidskabinet 2010-2012, met de woorden: 'Ik wil geen betalingen ontvangen van het Ministerie van Onderwijs, zolang het wordt beheerd door individuen die zich gedragen als CEO's van een absurd, onwaardig politiek hedgefonds.' Na het uiteenvallen van het kabinet, hervat Adeo zijn onderwijscarrière.
In maart 2006 sluit Rood Adeo met Dayna Kurtz de Nacht van de Poëzie af in Muziekcentrum Vredenburg. Zijn song 'Observant Spectator' wordt uitgebracht op de dvd Dichters in Woord en Beeld. In mei 2006 componeert Adeo de muziek voor Frank Boeijen's lied "Verloren Stad", dat wordt uitgebracht op de dvd As. In Griekenland wordt zijn song The Waltzes, The Polkas, And The Sad Songs in 2008 uitgebracht op het Muzine Three Red & White Mood-album.
In 2009 verschijnt Adeo's album Perfect Life, in samenwerking met producer/gitarist Loek Schrievers. Op het album heeft bariton Ernst Daniël Smid een gastrol in het duet 'Baby Don't You Like My New Tattoo'.
In 2007 geeft Rood Adeo in het Maritim Berlijn een soloconcert voor afgevaardigden van de Bondsdag tijdens het Cradle to Cradle Symposium, voorloper van het Cradle to Cradle Festival Berlin. Hoewel hij Bernard Ighner's Everything Must Change als rode draad gebruikt, schrijft Adeo voor de gelegenheid de song Remaking the Way We Make Things, refererend aan het gelijknamige boek over duurzaam ontwerpen van participerende schrijvers William McDonough en Michael Braungart.

## 2010-nu

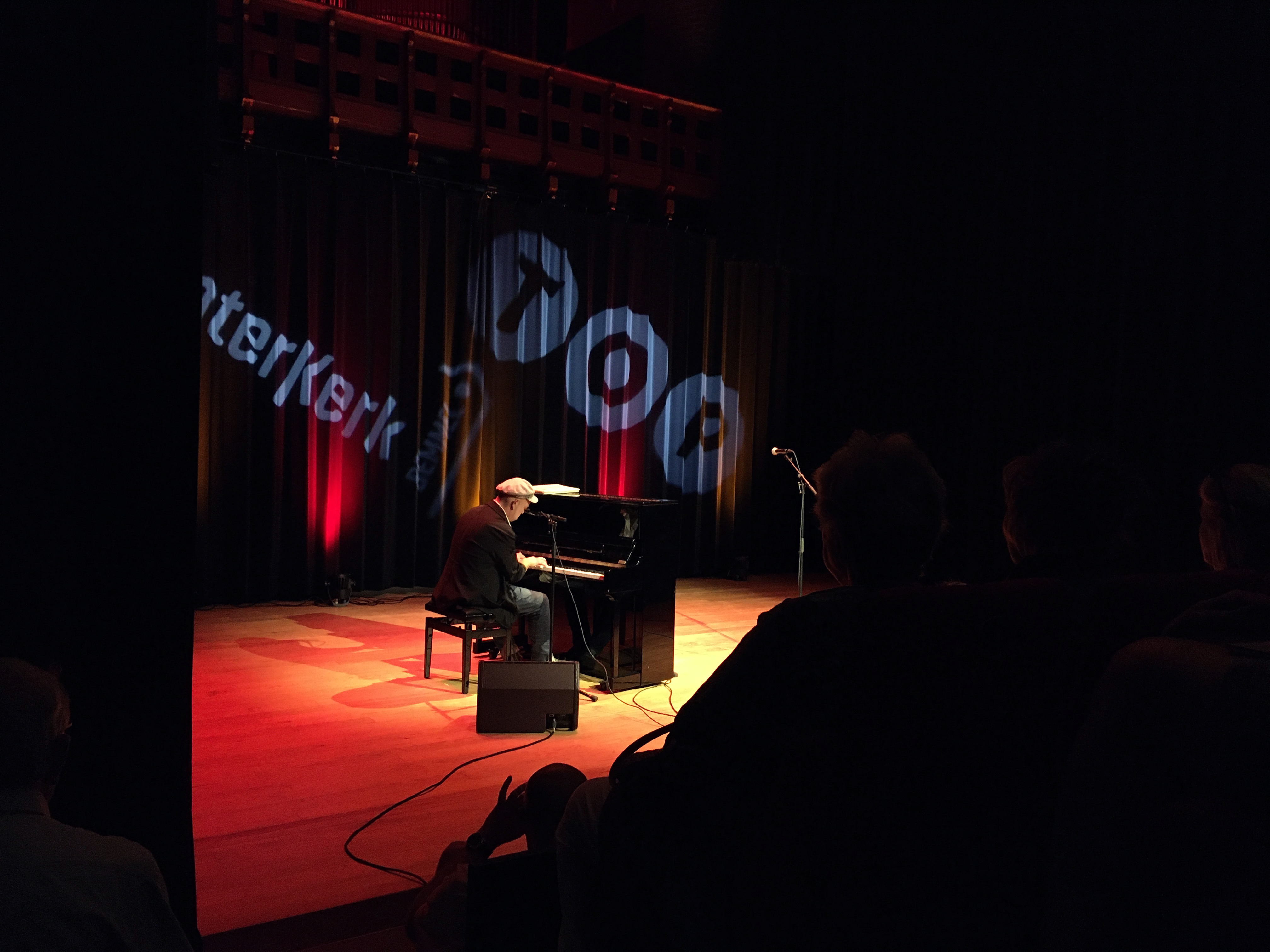
Rood Adeo tijdens een concert in Theaterkerk Bemmel (september 2022)

In september 2012 verscheen Mindful Indifference op het label Supertracks/Challenge Records International. Op dit album begint Adeo te experimenteren als geluidstechnicus en producer. Hij neemt alles met één microfoon op, en speelt bijna alle instrumenten zelf in. OOR (muziektijdschrift) beschouwt het album “een belangrijke mijlpaal aan het interessante muziekfirmament”. In 2012 krijgt Adeo´s stem in Canada en de VS de bijnaam 'De stem van het leven zelf'.
In maart 2018 stapt Rood Adeo over naar het platenlabel Kroese Records, dat in oktober 2018 Voluntary Intakes uitbrengt, waarop tevens live duetten met Fay Lovsky en Esther Croezen te horen zijn.
Het album, de eerste van een tweeluik, bestaat uit zeventien tracks en bevat eerder uitgebrachte, nieuwe en live-opnames. Volgens Adeo is de titel een zinspeling op 'het gewenste karakter van aannames', zoals hij verklaart in een interview uit 2018: “Elke inname en elke aanname zou vrijwillig van aard moeten zijn. Onze manier van leven is een labyrint aan onwillekeurige veronderstellingen geworden, gebouwd op de mestheuvel van oudere onbewuste veronderstellingen. Het geloof in een God, rechtssystemen, universele mensenrechten: het zijn allemaal niets dan aannames. Vrijwillig of onvrijwillig, het is allemaal fictie. Als we mentale of spirituele vrijheid willen nastreven, zullen we aannames overboord moeten gaan gooien.”
In 2021 verschijnt het tweede album van het tweeluik, Worn Love.

## Samenwerkingen
Adeo werkt regelmatig als gastmuzikant, componist of tekstschrijver met en voor andere bands en artiesten waaronder Frank Boeijen op diens DVD As, Idols-finaliste Maud Mulder op Greetings From Nijmegen, Wout Pennings bij Quatro Ventos, Deborah Jeanne Weitzman op Beneath Your Moon fado-zanger Emanuel Pessanha op Retrato), Dee Dee Bridgewater op 'Speak Low' en Mich Van Hautem op 'Lost In The Stars'. Voor het Haags Bluff Ensemble componeert hij ook werken in de klassieke traditie, en maakt in samenwerking met Dutch Performing Arts muzikale beschouwingen over klassieke componisten als Mozart en Ludwig van Beethoven. Adeo geeft terugkerende benefietconcerten voor Nederlandse goede doelen als het KWF, Stichting Vrienden Kinderoncologisch Centrum Nijmegen en Stichting KOC Nijmegen, Het Beauforthuis Austerlitz en Stichting Hulphond, waarvan hij in 2003 de SOHO-erespeld in ontvangst nam.

## Discografie
- Worn Love (2021)
- Voluntary Intakes (2018)
- Mindful Indifference (2012)
- The Beauty Of It All (2010)
- Perfect Life (2009)
- Transit Cellophane (2002)
- Rood Adeo & Emanuel Pessanha: Retrato  (2000)
- How About The Next Millennium (1999)
- Walkin’ On Eggs (1998)
- Fool’s Tango (1997)

### Overige albums
- Kronika XX Przegladu Piosenki Aktorskiej, 'To Be A Man', Poland (1999)
- Greetings From Nijmegen, The Other Woman (2005)
- Dichters In Woord En Beeld, Nacht van de Poëzie DVD, 'Observant Spectator' (2006)
- As, Frank Boeijen, 'Verloren Stad' (2006)
- De Ontmoeting, Heaven and Hell (2008)
- Muzine 03 White Mood, The Waltzes, The Polkas, And The Sad Songs, Greece (2008)

### Compilaties
- The Beauty Of It All (voor Koningin Wilhelmina Fonds, 2010)

### Overig werk
- Walking with Beethoven (2020)
- Rood Adeo plays Mozart (2021)